# Сельдже
Сельдже (перс. سلجه) — село в Ірані, у дегестані Ешкевар-е-Софлі, у бахші Рахімабад, шагрестані Рудсар остану Ґілян. За даними перепису 2006 року, його населення становило 33 особи, що проживали у складі 9 сімей.

## Клімат
Середня річна температура становить 11,84°C, середня максимальна – 26,12°C, а середня мінімальна – -3,13°C. Середня річна кількість опадів – 544 мм.
| Клімат поселення                              | Клімат поселення | Клімат поселення | Клімат поселення | Клімат поселення | Клімат поселення | Клімат поселення | Клімат поселення | Клімат поселення | Клімат поселення | Клімат поселення | Клімат поселення | Клімат поселення | Клімат поселення |
| Показник                                      | Січ.             | Лют.             | Бер.             | Квіт.            | Трав.            | Черв.            | Лип.             | Серп.            | Вер.             | Жовт.            | Лист.            | Груд.            |                  |
| Середній максимум, °C                         | 8,33             | 7,85             | 9,88             | 15,33            | 20,06            | 24,48            | 26,12            | 25,95            | 22,04            | 18,80            | 13,08            | 8,76             |                  |
| Середня температура, °C                       | 2,83             | 2,37             | 4,38             | 9,83             | 14,57            | 18,98            | 21,87            | 21,68            | 17,78            | 14,53            | 8,82             | 4,50             |                  |
| Середній мінімум, °C                          | −2,66            | −3,13            | −1,12            | 4,34             | 9,07             | 13,48            | 17,59            | 17,42            | 13,51            | 10,26            | 4,55             | 0,22             |                  |
| Норма опадів, мм                              | 47               | 47               | 69               | 51               | 42               | 20               | 17               | 19               | 36               | 70               | 64               | 62               |                  |
| Середньомісячна швидкість вітру, м/с          | 2.07             | 2.50             | 2.61             | 2.69             | 2.22             | 1.89             | 2.06             | 2.01             | 1.76             | 2.00             | 2.16             | 1.98             |                  |
| Середньомісячна сонячна радіація, кДж/м²·день | 7568             | 9895             | 12156            | 16210            | 19815            | 21831            | 22159            | 19316            | 16111            | 11716            | 9140             | 7209             |                  |
| --------------------------------------------- | ---------------- | ---------------- | ---------------- | ---------------- | ---------------- | ---------------- | ---------------- | ---------------- | ---------------- | ---------------- | ---------------- | ---------------- | ---------------- |
| Джерело:                                      |                  |                  |                  |                  |                  |                  |                  |                  |                  |                  |                  |                  |                  |